# Gjord

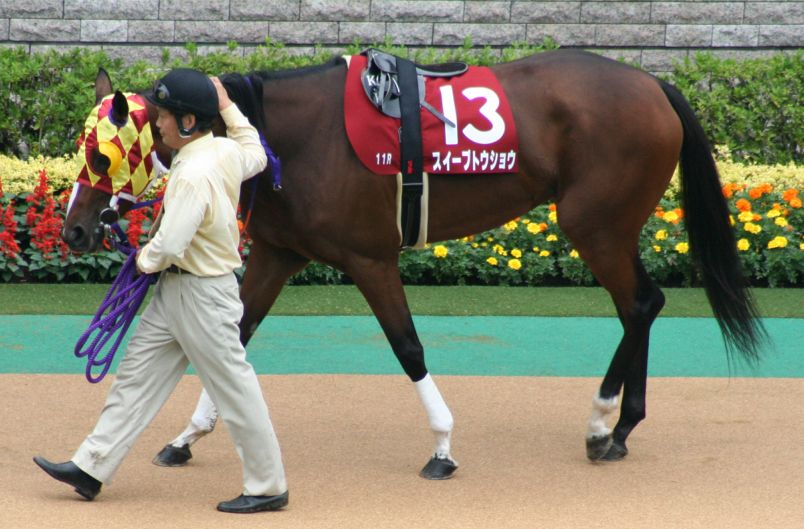
Svart sadelgjord.

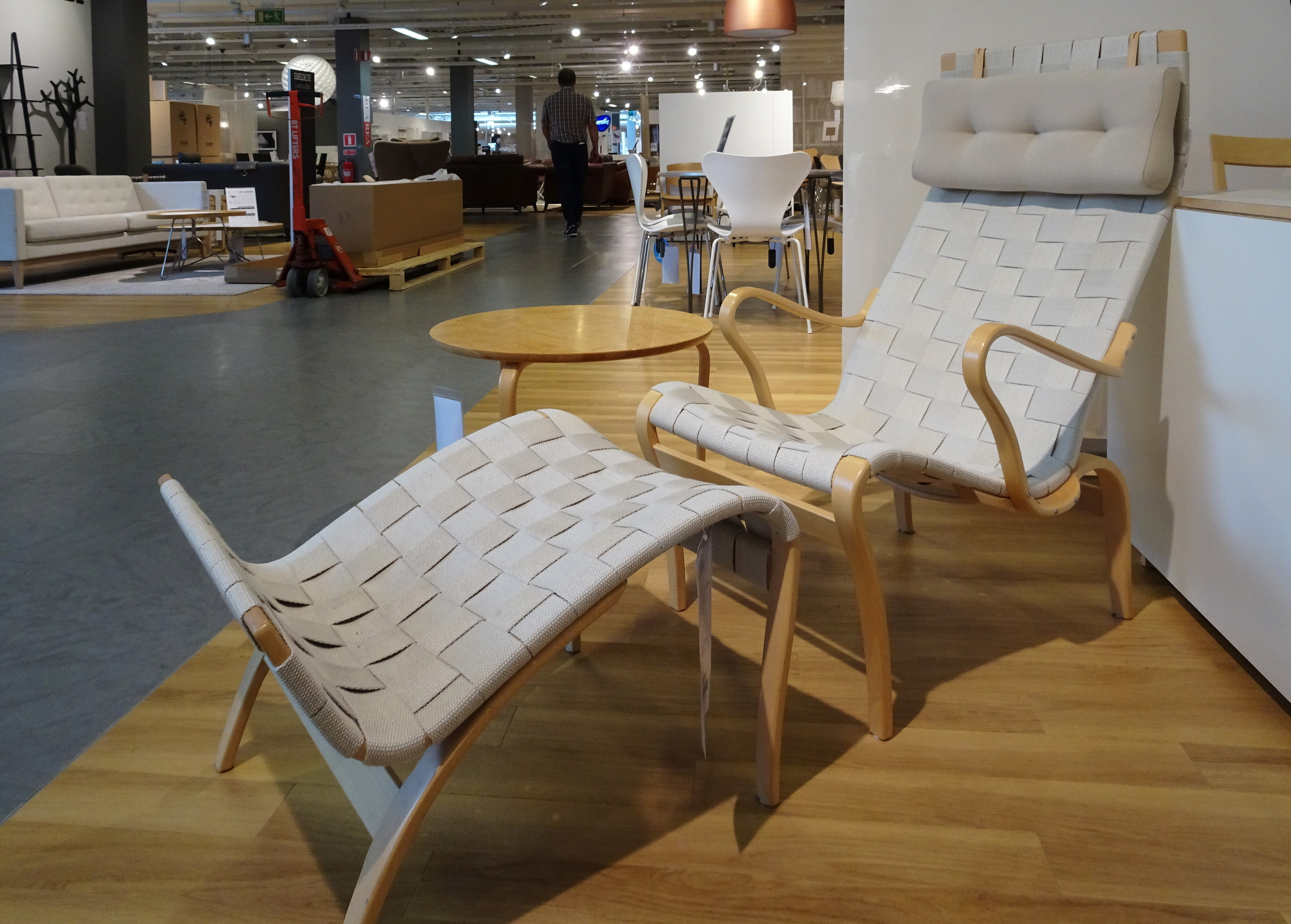
Sadelgjord i natur på en Pernillastol.

Gjord är en rem eller ett band som används för att hålla sadel, sele eller täcke på plats och spänns under buken på ett rid- eller dragdjur. En gjord kan vara förfärdigad i till exempel läder, textil (exempelvis linne, hampa eller juteväv) syntetmaterial eller mohair.
Beroende på vilken funktion gjorden har ges den olika namn:
- Sadelgjord används för att spänna fast sadeln på hästen. Gjorden går runt hästens bröstkorg (cirka en handflata bakom hästens armbåge). Sadelgjorden sätts fast i sadeln i sadelgjordsstropparna som är fast förankrade i sadeln. På till exempel galoppsadlar spänns sadelgjorden runt sadeln och på westernsadlar har man ofta två gjordar. På dressyrsadlar har man korta sadelgjordar eftersom stropparna på sadeln är långa, och på hopp- och allroundsadlar har man längre gjordar och kortare stroppar. Westernsadelgjordar har oftast ett spänne i varje ände, medan engelska sadelgjordar har två.
- Däckelgjord håller däckeln på plats i en dragsele.
- Tömkörningsgjord används när man arbetar hästen på töm och har ringar på olika höjder för tömmarna att löpa igenom.
- Bukgjord brukar finnas i en dragsele. En westernsadel kan ha både sadelgjord och bukgjord.

Med sadelgjord i möbeltapetsering menas de grova band av flätat linne, hampa eller jute som används som botten i stoppade möbler och som historiskt användes som sadelgjord bland annat till kavalleri- och dragonsadlar på 1600-1800-talet.